# Gálatas Esporte Clube
O Espírito Santo Futebol Clube foi um clube de futebol brasileiro, sediado em Vitória, Espírito Santo. Fundado em Anchieta em 6 de agosto de 2006, fez várias campanhas de destaque durante sua existência.
Licenciado desde 2019, foi comprado por um grupo empresarial, mudou de nome para Gálatas Esporte Clube e sua sede para Barra de São Francisco em 2025.

## História

### Estreia em competições e inatividade
O Espírito Santo Futebol Clube teve sua primeira participação oficial em jogos de futebol profissional no Capixaba da Segunda Divisão de 2008. Em 2009 foi vice-campeão da Segunda Divisão e conquistou o primeiro acesso à elite do futebol capixaba.  No Capixabão de 2010, o time ficou marcado por uma goleada de 14 a 2 sofrida para o Rio Branco-ES no Estádio Sumaré em Cachoeiro de Itapemirim e terminou a competição em nono, entre dez times. Em 2011, outro penúltimo lugar, o time foi o sétimo.
Após o rebaixamento para a Segunda Divisão no Campeonato Capixaba de 2013 e problemas financeiros, o clube entrou em inatividade.

### Retorno, títulos e participação nacional
No fim de 2014 foi adquirido por um grupo de empresários que o transformou em uma sociedade anônima. Em 2015 conseguiu seu primeiro título, a Série B do Capixabão invicto. 
No mesmo ano conquistou o segundo título, a Copa Espírito Santo com um empate em 1 a 1 na final com o Real Noroeste no Estádio Engenheiro Araripe em Cariacica, garantindo uma vaga para a Copa Verde do ano seguinte.
No dia 9 de março de 2016, o Espírito Santo em sua estreia em competições nacionais, empata sem gols com o clube goiano do Aparecidense no Estádio Kleber Andrade no jogo de ida das oitavas de final da Copa Verde.
No jogo de volta em 16 de março, o Espírito Santo é eliminado com a derrota por 2 a 0 no Estádio Annibal Toledo em Aparecida de Goiânia, terminando a competição sem marcar nenhum gol.
No Capixabão de 2016 o clube termina o Hexagonal Semifinal na segunda posição e garante vaga inédita na final contra a Desportiva Ferroviária e também uma vaga no Brasileiro da Série D de 2016.
No primeiro jogo da final, é derrotado pela Desportiva por 1 a 0 no Estádio Engenheiro Araripe.
No segundo jogo também no Engenheiro Araripe, perde novamente por 1 a 0 e termina com o vice-campeonato inédito.
No Brasileiro da Série D de 2016, o Espírito Santo estava no grupo com o clube mineiro do Caldense, o clube fluminense do Boavista-RJ e do vice-campeão paulista de 2016, o Audax.
Na estreia da Série D, o Espírito Santo perde para a Caldense por 1 a 0 no Engenheiro Araripe.
Pela segunda rodada, o Espírito Santo empata sem gols com o Audax no Estádio José Liberatti, em Osasco.
Espírito Santo derrota o Boavista no Engenheiro Araripe por 2 a 0 com gols de Eraldo e João Paulo. É a primeira vitória do time na Série D e Eraldo marca o primeiro gol do Espírito Santo em competições nacionais.
Na quarta rodada no Estádio Nivaldo Pereira, em Nova Iguaçu, o Espírito Santo é derrotado pelo Boavista por 1 a 0.
No Estádio Kleber Andrade, o Santão cede empate para o Audax em 1 a 1 aos 44 minutos do segundo tempo.
Na última rodada, com gol aos 47 do segundo tempo de Eraldo e com um a menos desde 17 da segunda etapa, Espírito Santo vence a Caldense por 1 a 0 no Estádio Ronaldão em Poços de Caldas e classifica-se para segunda fase da competição com a segunda posição do grupo.
Na estreia da segunda fase, o Espírito Santo perde o jogo de ida por 1 a 0 contra o J.Malucelli no Kleber Andrade.
No jogo da volta, o Espírito Santo perde de virada por 2 a 1 para o J.Malucelli no Ecoestádio em Curitiba e é eliminado da competição nacional.
Na Copa Espírito Santo de 2016, o Espírito Santo chega a final pelo segundo ano consecutivo após passar pelo Atlético Itapemirim nas semifinais. Na final é derrotado no segundo jogo para o Rio Branco-ES por 2 a 0 depois do empate em 1 a 1 no primeiro jogo e termina com o vice-campeonato.
Espírito Santo conquista o Torneio Seletivo Capixaba de 2016 e a vaga no Brasileiro da Série D de 2017 ao derrotar no segundo jogo da final o Real Noroeste por 2 a 0 no Estádio Kleber Andrade.
Na primeira fase do Campeonato Capixaba de 2017, o Santão classifica-se às semifinais.
Nas semifinais o Espírito Santo é eliminado pelo Doze com dois empates em 0 a 0 por tem pior campanha que o seu adversário na primeira fase.
Na estreia do Brasileiro da Série D de 2017, o Espírito Santo empata sem gols com o Red Bull Brasil no Kleber Andrade.
Na última rodada da primeira fase, o time derrota o Red Bull Brasil por 1 a 0 no Estádio Nabi Abi Chedid em Bragança Paulista e classifica-se à próxima fase.
Na segunda fase, o time vence o jogo de volta por 3 a 1 contra o Boavista em Saquarema e classifica-se às oitavas de final pela primeira vez em sua história.
Nas oitavas de final, o Santão é eliminado pelo Operário-PR, futuro campeão da competição, nos pênaltis por 4 a 2, terminando a competição com a 10ª colocação.
Na Copa Espírito Santo de 2017, o Santão chega a final pela terceira vez consecutiva nessa competição após eliminar Desportiva Ferroviária nas semifinais, com isso garante também vaga Brasileiro da Série D de 2018 pelo terceiro ano consecutivo.
Nas finais após dois empates, o Santão é superado nos pênaltis pelo Atlético Itapemirim.
Na primeira fase do Campeonato Capixaba de 2018, o Santão classifica-se às semifinais, alcançando a fase final em todas as campanhas de competições estaduais desde 2015. Nas semifinais o Espírito Santo é eliminado pelo Real Noroeste com duas derrotas.
No Brasileiro da Série D de 2018, o Espírito Santo é eliminado na fase de grupos sem nenhuma vitória e apenas dois pontos, sua pior participação da história nessa competição.

### Nova inatividade
No fim de 2018, o Espírito Santo anuncia a desistência na participação do Campeonato Capixaba de 2019, assim é rebaixado à Série B.
Licenciado de competições desde 2019, o Espírito Santo está desfiliado da Federação Capixaba de Futebol. 

### Venda e Mudança de Nome
Em Maio de 2025, o Espirito Santo Futebol Clube, foi vendido ao grupo empresarial Brand Sports e terá a sua sede na cidade de Barra de São Francisco, passando a se chamar Gálatas Esporte Clube, suas cores são o azul e o vermelho, tendo como mascote o Leão.

### Estreia no Futebol Capixaba
O Gálatas confirmou presença no Capixabão Série B de 2025, que terá início em agosto e o Leão do Norte faz a sua estreia contra o Forte.

## Títulos
Título Invicto
- Títulos como Espirito Santo Futebol Clube

| ESTADUAIS | ESTADUAIS                     | ESTADUAIS | ESTADUAIS  |
|           | Competição                    | Títulos   | Temporadas |
| --------- | ----------------------------- | --------- | ---------- |
|           | Copa Espírito Santo           | 1         | 2015       |
|           | Campeonato Capixaba - Série B | 1         | 2015       |
|           | Torneio Seletivo Capixaba     | 1         | 2016       |

### Campanhas de destaque
- Vice-campeão Capixaba: 2016
- Vice-campeão Copa Espírito Santo: 2 (2016 e 2017)
- Vice-campeão Capixaba - Série B: 2009

## Estatísticas

### Participações
|  | Participações em 2019 |

| Competição              | Competição          | Temporadas | Melhor campanha     | Anos                 | P | R |
| Espírito Santo (estado) | Campeonato Capixaba | 7          | Vice-campeão (2016) | 2010-2013, 2016-2018 |   | 2 |
| Espírito Santo (estado) | Série B             | 3          | Campeão (2015)      | 2008-2009, 2015      | 2 |   |
| Espírito Santo (estado) | Copa Espírito Santo | 4          | Campeão (2015)      | 2009, 2015-2017      |   |   |
| Brasil                  | Série D             | 3          | 10º colocado (2017) | 2016-2018            | – |   |
|                         | Copa Verde          | 1          | 10º colocado (2016) | 2016                 |   |   |

### Retrospecto em competições nacionais
Última atualização: Série D de 2018.
| Competição | Competição | Temporadas | Títulos | Pts. | J  | V | E | D  | GP | GC |
| ---------- | ---------- | ---------- | ------- | ---- | -- | - | - | -- | -- | -- |
| Brasil     | Série D    | 3          | –       | 28   | 24 | 7 | 7 | 10 | 22 | 24 |
|            | Copa Verde | 1          | –       | 1    | 2  | 0 | 1 | 1  | 0  | 2  |

 Pts Pontos obtidos, J Jogos, V Vitórias, E Empates, D Derrotas, GP Gols Pró e GC Gols Contra

## Uniformes

### Temporada 2017/2018
| Uniforme nº 1 | Uniforme nº 2 | Uniforme nº 3 |

### Temporada 2016
| Uniforme nº 1 | Uniforme nº 2 | Uniforme nº 3 |

### Temporada 2015
| Uniforme nº 1 | Uniforme nº 2 | Uniforme nº 3 |

## Ranking da CBF
Ranking atualizado em dezembro de 2017.
- Posição: 123º
- Pontuação: 524 pontos

É o ranking criado pela Confederação Brasileira de Futebol para pontuar todos os clubes do Brasil segundo a classificação em competições nacionais nos últimos cinco anos.

## Futebol de areia
O Espírito Santo ganha o Rio Branco por 2 a 0 pela seletiva estadual e garante vaga na Copa Brasil de Futebol de Areia de 2016 em São Luís, Maranhão.
O time disputa a Copa do Brasil no grupo com Sampaio Corrêa, Santos e Palmas, classificando-se para semifinal. 
Na semifinal o Espírito Santo elimina o Vasco da Gama por 6 a 5 na prorrogação.
O Espírito Santo do goleiro Mão perde a final para o Sampaio Corrêa por 5 a 1 na Arena Domingos Leal, na Lagoa da Jansen, e termina com o vice-campeonato da competição.

### Campanhas de destaque
- Vice-campeão da Copa Brasil: 2016

### Jogadores na Seleção Brasileira
Em julho de 2016, os jogadores Mão, Filipe, Mauricinho e Rodrigo conquistaram o título do Mundialito de Futebol de Praia de 2016 da Beach Soccer Worldwide (BSWW) pela Seleção Brasileira realizado em Cascais, Portugal. O Brasil derrotou no último jogo a anfitriã Portugal por 6 a 4.
Em outubro de 2016, os jogadores Mão e Mauricinho conquistam mais um título, o Mundialito de Beach Soccer Brasil, realizado em Santos, São Paulo.
Na Copa Intercontinental de Futebol de Areia de 2016 realizada em Dubai, Emirados Árabes, a Seleção Brasileira conquista o título ao derrotar o Irã 6 a 2 na final com a presença dos jogadores do Santão: Mão, Mauricinho e Rodrigo.
Os jogadores Mão e Rodrigo ajudam a Seleção Brasileira a conquistar o quinto título de 2016, a Copa América de Futebol de Areia realizada em Santos. Na final Brasil goleia o Paraguai por 12 a 2 e termina o ano invicto com 22 vitórias. Mão foi escolhido o "Melhor Goleiro" da competição.

### Jogadores ilustres
- Filipe
- Mão
- Mauricinho
- Rodrigo

## Torcidas
- Torcida Santo Forte

## Documentário "Espírito Santo Futebol Clube"
O documentário "Espírito Santo Futebol Clube" lançado em março de 2012, resgatava a curta trajetória do clube por meio da saga do dirigente Cacá Stiebler para viabilizar seu time e as dificuldades em conseguir patrocínios junto à Prefeitura de Anchieta. O filme ganhou o prêmio de melhor vídeo documentário da 8ª Mostra Independente - Janelas. A premiação da obra dos diretores André Ehrlich Lucas e Lucas Vetekesky aconteceu no Cine Metrópolis, no Campus da Universidade Federal do Espírito Santo (UFES) em Vitória.